# Сяэзе (посёлок)
Ся́эзе (эст. Sääse) — бывший посёлок в волости Тапа уезда Ляэне-Вирумаа, Эстония.
До административной реформы местных самоуправлений Эстонии 2017 года входил в состав волости Тамсалу.
20 сентября 2021 года был объединён с городом Тамсалу.

## География и описание
Располагался в 15 километрах к юго-востоку от волостного центра — города Тапа. Высота над уровнем моря — 138 метров.
Климат умеренный. Официальный язык — эстонский. Почтовый индекс — 46105.

## Население
По данным переписи населения 2011 года, в посёлке проживали 408 человек, из них 295 (72,3 %) — эстонцы.
Численность населения посёлка Сяэзе:
| Год  | 1959 | 1970  | 1979   | 1989  | 2000  | 2011  | 2017  | 2018  | 2019  | 2020  |
| ---- | ---- | ----- | ------ | ----- | ----- | ----- | ----- | ----- | ----- | ----- |
| Чел. | 91   | ↗ 492 | ↗ 1014 | ↘ 824 | ↘ 505 | ↘ 408 | ↘ 372 | ↘ 361 | ↗ 373 | ↘ 331 |

## История
Название посёлка произошло от названия небольшой летней мызы Аркли (нем. Arkly), которую по-эстонски называли Сяэзе. В архивных источниках история мызы Сяэзе практически не отражена. Главное здание мызы в своё время несло представительские функции. Его автором считается таллинский архитектор Эрнст Густав Кюнерт.

## Достопримечательности
В посёлке находится одна из архитектурных достопримечательностей уезда второй половины 20-го столетия — оригинальная гармошкообразная центральная усадьба (контора-клуб) бывшего совхоза «Пыдрангу» (построена в 1974—1975 годах, архитектор М. Метсал (M. Metsal)). В усадьбе особенно ценными являются покрывающие стены зала рисунки художницы Эвы Янес (Eva Jänes) в технике сграффито. В настоящее время здание находится в плохом состоянии, отдельные его помещения используются под склады.